# Inulec (jezioro)
Inulec – jezioro na Pojezierzu Mrągowskim. Znajduje się około 5 km na zachód od Mikołajek. Zajmuje  powierzchnię 178,3 ha. Długość jeziora wynosi 2,4 km, szerokość 0,6-0,9 km, maksymalna głębokość 10,1 m. Urozmaicona linia brzegowa z kilkoma zatokami. Brzegi porośnięte szuwarami, wysokie, bezleśne. Południowo-zachodnia zatoka łączy się niewielkim ciekiem z jeziorem Majcz Wielki.